# Made in Hong Kong 李志剛
《Made in Hong Kong 李志剛》是香港電台第二台的音樂及訪問節目，主持是李志剛，每星期一至星期五，下午1:00至3:00直播。洪崎峻(超B)在每日節目中都會出現，報導當日生日的名人。李志剛於節目宣傳聲帶中稱節目為最多藝人力撐的節目，因此差不多每天都有一位或以上的藝人接受訪問。節目亦鼓勵創作，聽眾可寫出《大城市小故事》廣播劇。現在阿桃、林靜莉擔任客席主持。
區文詩在每星期一、三及五擔任客席主持，但在2013年4月1日起在星期一至五均會出現，和李志剛一齊主持節目，直到2016年5月請假後不再擔任主持為止。

## 主要環節
星期一：好歌獻給你，食在HK，治癒廁所位，大城市小故事（廣播劇)，每周一星
星期二：好歌獻給你，Love in HK（Season2），香港有你，大城市小故事（廣播劇），每周一星
星期三：好歌獻給你，鬥歌，大城市小故事（廣播劇）
星期四：好歌獻給你，平等機會共融行動，大城市小故事（廣播劇），每周一星
星期五：好歌獻給你，每周十張好碟，問問大家姐

## 曾主持此節目的客席主持
- 區文詩（曾離開電台，2024年復出主持周日午夜音樂節目《Music Angel》）
- Fion（已離開本節目及香港電台）
- Kelvin（已離開本節目及香港電台）
- 董敏莉（已離開本節目及香港電台）
- 麥雅緻（已離開本節目及香港電台）
- 鄧偉傑（已離開本節目及香港電台）
- 羅敏莊（已離開本節目及香港電台）

## 外部連結
- 《Made in Hong Kong 李志剛》節目介紹 （页面存档备份，存于）

| 香港電台 香港電台第二台節目                                  |                                                           |                     |
| 同時段上一節目 國風國豐(13:00-14:30)，948娛樂網(14:30-15:00) | Made in Hong Kong 李志剛 2006年5月8日－至今 (13:00-15:00) | 同時段接替節目 現任 |

| 前一節目： 瘋Show快活人 | 香港電台第二台節目 星期一至星期五下午1時至3時 | 下一節目： 三五成群 |